# H.Kadadakatte, Honnali
H.Kadadakatte là một làng thuộc tehsil Honnali, huyện Davanagere, bang Karnataka, Ấn Độ.